# Ilyobates nigricollis
Ilyobates nigricollis är en skalbaggsart som först beskrevs av Gustaf von Paykull 1800.  Ilyobates nigricollis ingår i släktet Ilyobates och familjen kortvingar. Arten är reproducerande i Sverige. Inga underarter finns listade i Catalogue of Life.